# Crasilla setifera
Crasilla setifera är en tvåvingeart som beskrevs av Ronald Henry Lambert Disney 1989. Crasilla setifera ingår i släktet Crasilla och familjen puckelflugor. Inga underarter finns listade i Catalogue of Life.